# 4e Critics Choice Super Awards
De 4e Critics Choice Super Awards werden uitgereikt op 4 april 2024 in verschillende categorieën voor genrefilms en -series uit het jaar 2023. De genomineerden werden op 7 maart bekendgemaakt.

## Film – winnaars en genomineerden
De winnaars staan bovenaan in vet lettertype.

### Beste actiefilm
- John Wick: Chapter 4
  - Extraction 2
  - Indiana Jones and the Dial of Destiny
  - Mission: Impossible – Dead Reckoning
  - Sisu

### Beste acteur in een actiefilm
- Tom Cruise – Mission: Impossible – Dead Reckoning
  - Chris Hemsworth – Extraction 2
  - Keanu Reeves – John Wick: Chapter 4
  - Denzel Washington – The Equalizer 3
  - Donnie Yen – John Wick: Chapter 4

### Beste actrice in een actiefilm
- Rebecca Ferguson – Mission: Impossible – Dead Reckoning
  - Hayley Atwell – Mission: Impossible – Dead Reckoning
  - Priya Kansara – Polite Society
  - Pom Klementieff – Mission: Impossible – Dead Reckoning
  - Rina Sawayama – John Wick: Chapter 4

### Beste superheldenfilm
- Spider-Man: Across the Spider-Verse
  - Blue Beetle
  - Guardians of the Galaxy Vol. 3
  - Nimona
  - Teenage Mutant Ninja Turtles: Mutant Mayhem

### Beste acteur in een superheldenfilm
- Michael Fassbender – The Killer
  - Bradley Cooper – Guardians of the Galaxy Vol. 3
  - Taron Egerton – Tetris
  - Xolo Maridueña – Blue Beetle
  - Shameik Moore – Spider-Man: Across the Spider-Verse

### Beste actrice in een superheldenfilm
- Iman Vellani – The Marvels
  - Ayo Edebiri – Teenage Mutant Ninja Turtles: Mutant Mayhem
  - Chloë Grace Moretz – Nimona
  - Zoe Saldaña – Guardians of the Galaxy Vol. 3
  - Hailee Steinfeld – Spider-Man: Across the Spider-Verse

### Beste horrorfilm
- Talk to Me
  - Evil Dead Rise
  - M3GAN
  - Scream VI
  - When Evil Lurks

### Beste acteur in een horrorfilm
- Nicolas Cage – Dream Scenario
  - Dave Bautista – Knock at the Cabin
  - Tobin Bell – Saw X
  - Joaquin Phoenix – Beau Is Afraid
  - Andrew Scott – All of Us Strangers

### Beste actrice in een horrorfilm
- Sophie Wilde – Talk to Me
  - Amie Donald en Jenna Davis – M3GAN
  - Mia Goth – Infinity Pool
  - Jenna Ortega – Scream VI
  - Alyssa Sutherland – Evil Dead Rise

### Beste sciencefiction / fantasyfilm
- Godzilla Minus One
  - Asteroid City
  - The Boy and the Heron
  - The Creator
  - Poor Things

### Beste acteur in een sciencefiction / fantasyfilm
- Mark Ruffalo – Poor Things
  - Timothée Chalamet – Wonka
  - Willem Dafoe – Poor Things
  - Ryunosuke Kamiki – Godzilla Minus One
  - Chris Pine – Dungeons & Dragons: Honor Among Thieves

### Beste actrice in een sciencefiction / fantasyfilm
- Emma Stone – Poor Things
  - Olivia Colman – Wonka
  - Kaitlyn Dever – No One Will Save You
  - Minami Hamabe – Godzilla Minus One
  - Madeleine Yuna Voyles – The Creator

### Beste schurk in een film
- Godzilla – Godzilla Minus One
  - Chukwudi Iwuji – Guardians of the Galaxy Vol. 3
  - M3GAN – M3GAN
  - Jason Momoa – Fast X
  - Alyssa Sutherland – Evil Dead Rise

## Televisie – winnaars en genomineerden
De winnaars staan bovenaan in vet lettertype.

### Beste actieserie of -televisiefilm
- Reacher
  - 9-1-1
  - Fire Country
  - The Night Agent
  - Obliterated
  - Special Ops: Lioness
  - Tom Clancy's Jack Ryan
  - Warrior

### Beste acteur in een actieserie of -televisiefilm
- Idris Elba – Hijack
  - Gabriel Basso – The Night Agent
  - Andrew Koji – Warrior
  - John Krasinski – Tom Clancy's Jack Ryan
  - Rob Lowe – 9-1-1: Lone Star
  - Alan Ritchson – Reacher

### Beste actrice in een actieserie of -televisiefilm
- Zoe Saldaña – Special Ops: Lioness
  - Angela Bassett – 9-1-1
  - Luciane Buchanan – The Night Agent
  - Priyanka Chopra Jonas – Citadel
  - Queen Latifah – The Equalizer
  - Maria Sten – Reacher

### Beste superheldenserie of -televisiefilm
- The Last of Us
  - Ahsoka
  - American Born Chinese
  - The Flash
  - Gen V
  - Loki
  - Superman & Lois
  - The Walking Dead: Dead City

### Beste acteur in een superheldenserie of -televisiefilm
- Pedro Pascal – The Last of Us
  - Matt Bomer – Doom Patrol
  - Tom Hiddleston – Loki
  - Jeffrey Dean Morgan – The Walking Dead: Dead City
  - Ke Huy Quan – Loki
  - Ben Wang – American Born Chinese

### Beste actrice in een superheldenserie of -televisiefilm
- Bella Ramsey – The Last of Us
  - Lizze Broadway – Gen V
  - Rosario Dawson – Ahsoka
  - Sophia Di Martino – Loki
  - Jaz Sinclair – Gen V
  - Michelle Yeoh – American Born Chinese

### Beste horrorserie of -televisiefilm
- The Last of Us
  - The Fall of the House of Usher
  - Ghosts
  - Servant
  - Swarm
  - The Walking Dead: Daryl Dixon
  - What We Do in the Shadows
  - Yellowjackets

### Beste acteur in een horrorserie of -televisiefilm
- Pedro Pascal – The Last of Us
  - Zach Gilford – The Fall of the House of Usher
  - Bruce Greenwood – The Fall of the House of Usher
  - Brandon Scott Jones – Ghosts
  - Jeffrey Dean Morgan – The Walking Dead: Dead City
  - Norman Reedus – The Walking Dead: Daryl Dixon

### Beste actrice in een horrorserie of -televisiefilm
- Bella Ramsey – The Last of Us
  - Dominique Fishback – Swarm
  - Carla Gugino – The Fall of the House of Usher
  - Melanie Lynskey – Yellowjackets
  - Justina Machado – The Horror of Dolores Roach
  - Rose McIver – Ghosts

### Beste sciencefiction / fantasyserie of -televisiefilm
- Black Mirror: Joan Is Awful
  - Ahsoka
  - American Born Chinese
  - Doctor Who: 60th Anniversary Specials
  - For All Mankind
  - Monarch: Legacy of Monsters
  - Star Trek: Picard
  - Star Trek: Strange New Worlds

### Beste acteur in een sciencefiction / fantasyserie of -televisiefilm
- Jharrel Jerome – I'm a Virgo
- Kurt Russell – Monarch: Legacy of Monsters
  - Ncuti Gatwa – Doctor Who: 60th Anniversary Specials
  - Anson Mount – Star Trek: Strange New Worlds
  - Todd Stashwick – Star Trek: Picard
  - Patrick Stewart – Star Trek: Picard

### Beste actrice in een sciencefiction / fantasyserie of -televisiefilm
- Annie Murphy – Black Mirror: Joan Is Awful
  - Rosario Dawson – Ahsoka
  - Betty Gilpin – Mrs. Davis
  - Celia Rose Gooding – Star Trek: Strange New Worlds
  - Jeri Ryan – Star Trek: Picard
  - Michelle Yeoh – American Born Chinese

### Beste schurk in een serie of televisiefilm
- Melanie Lynskey – The Last of Us
  - Carla Gugino – The Fall of the House of Usher
  - Neil Patrick Harris – Doctor Who: 60th Anniversary Specials
  - Mary McDonnell – The Fall of the House of Usher
  - Lars Mikkelsen – Ahsoka
  - Amanda Plummer – Star Trek: Picard